# Redmi Note 8
Redmi Note 8 — смартфон від суббренда Xiaomi Redmi, що є наступником Redmi Note 7. Був представлений 29 серпня 2019 року разом з Redmi Note 8 Pro.

## Дизайн

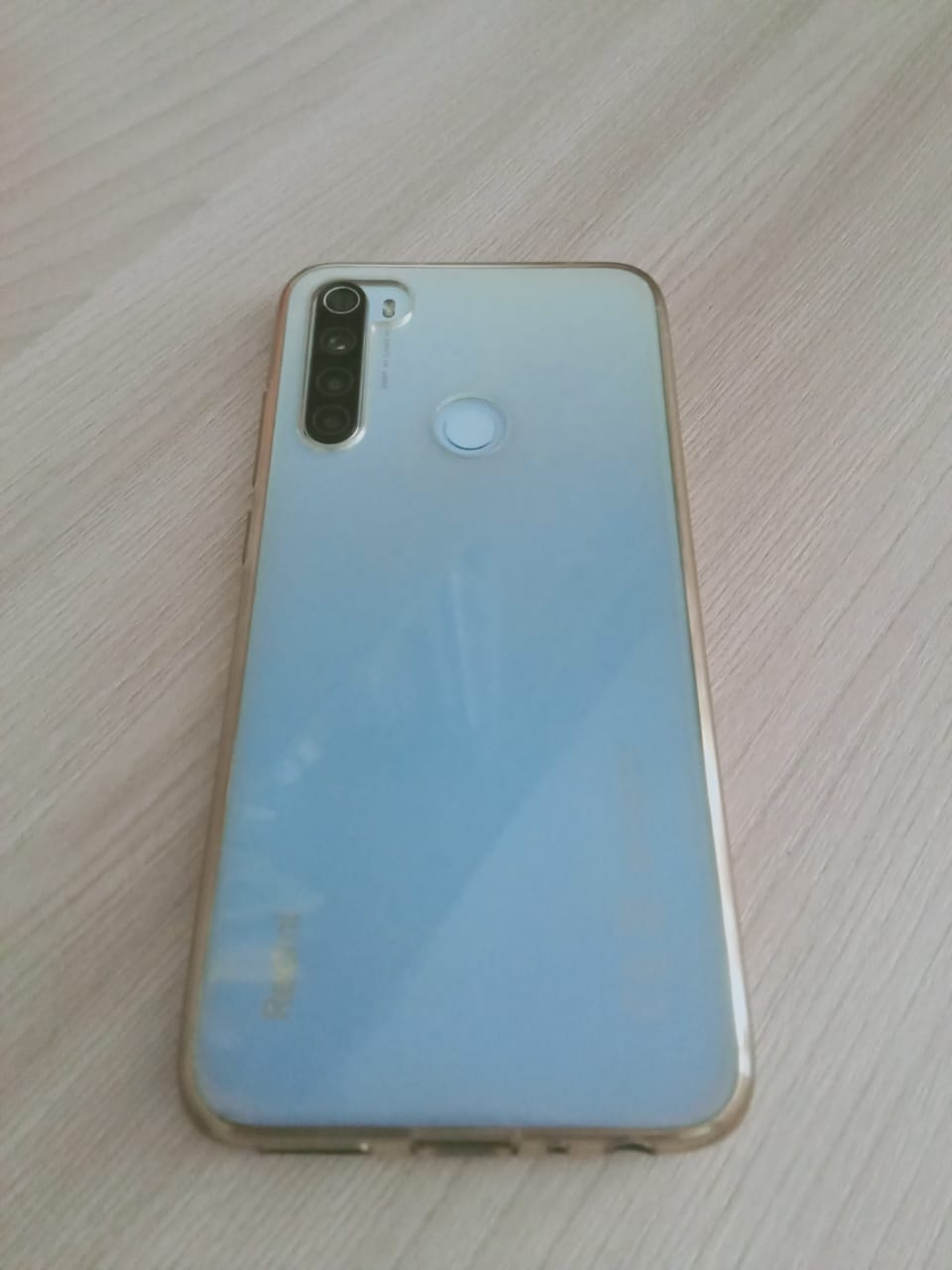
Задня панель Redmi Note 8 у кольорі Moonlight White

Задня панель та екран виконані зі скла Corning Gorilla Glass 5. Бокова частина смартфону виконана з пластику.
Логотип Redmi знаходиться вертикально з лівого боку задньої панелі й горизонтально на нижній рамці дисплею.
Знизу знаходяться роз'єм USB-C, динамік, мікрофон та 3.5 мм аудіороз'єм. Зверху розташовані другий мікрофон та ІЧ-порт. З лівого боку смартфона знаходиться слот під 2 SIM-картки і карту пам'яті формату MicroSD до 256 ГБ. З правого боку розміщені кнопки регулювання гучності та кнопка блокування смартфону. Сканер відбитків пальців знаходиться на задній панелі.
В Україні Redmi Note 8 продавався в 3 кольорах: Space Black (чорний), Neptune Blue (синій) та Moonlight White (білий).

## Технічні характеристики

### Платформа
Смартфон отримав процесор Qualcomm Snapdragon 665 та графічний процесор Adreno 610.

### Батарея
Батарея отримала об'єм 4000 мА·год та підтримку швидкої зарядки Quick Charge 4.0 на 18 Вт. В комплекті йде блок зарядки потужністю 10 Вт.

### Камера
Смартфон отримав основну квадрокамеру 48 Мп, f/1.8 (ширококутний) + 8 Мп, f/2.2 (ультраширококутний) + 2 Мп, f/2.4 (макро) + 2 Мп, f/2.4 (сенсор глибини) з фазовим автофокусом та здатністю запису відео в роздільній здатності 4K@30fps. Фронтальна камера отримала роздільність 13 Мп, діафрагму f/2.0 (ширококутний) та здатність запису відео у роздільній здатності 1080p@30fps.

### Екран
Екран IPS LCD, 6.3", FullHD+ (2340 × 1080), зі співвідношенням сторін 19.5:9, щільністю пікселів 409 ppi та краплеподібним вирізом під фронтальну камеру.

### Пам'ять
Смартфон продається в комплектаціях 3/32, 4/64, 6/64, 4/128 та 6/128 ГБ. В Україні смартфон продавався лише в комплектаціях 4/64 та 4/128 ГБ.

### Програмне забезпечення
Redmi Note 8 був випущений на MIUI 10 на базі Android 9 Pie. 24 листопада 2020 був оновлений до MIUI 12.5 на базі Android 11.

## Redmi Note 8T
Redmi Note 8T — покращена версія Redmi Note 8, яка відрізняється наявністю модуля NFC та 18-ватного зарядного пристрою в комплекті. Також Redmi Note 8T має більші рамки навколо дисплея і не має індикатора сповіщень. Був представлений 6 листопада 2019 року в Мадриді разом з Mi Note 10 та Mi Note 10 Pro.
В Україні Redmi Note 8T продавався в 3 кольорах: Moonshadow Grey (сірий), Starscape Blue (синій) та Moonlight White (білий).

### Пам'ять
Смартфон продавався в комплектаціях 3/32, 4/64 та 4/128 ГБ.

## Redmi Note 8 2021
Redmi Note 8 2021 — перевипущений у 2021 році звичайний Redmi Note 8 з процесором MediaTek Helio G85 (як у Redmi Note 9), версією Bluetooth 5.2 та попередньо встановленою MIUI 12.5 на базі Android 11. Був представлений 25 травня 2021 року.